# 彩乃なな
彩乃 なな（あやの なな、1995年12月3日 - ）は、日本の元AV女優。神奈川県出身。Diaz Groupに所属していた。MAX-A専属。恵比寿★マスカッツの元メンバー。

## 略歴
- 2014年10月、マックス・エーより『Super☆Star』でAVデビューした。高樹マリア、みひろが輩出したシリーズでのデビューとなった[3]。
- この年にミス週刊大衆ヴィーナス初代グランプリとなる[4]。
- 2015年にDMMアダルトアワード最優秀新人賞ノミネートされる[4]。
- 2015年9月24日、恵比寿★マスカッツのメンバーになる[5]。
- 2017年2月10日、恵比寿★マスカッツ卒業を発表。同時期に休業を発表。のちに明かした理由は「太った自分が許せなくなったから」であった[6]。
- 約2年の活動休止を経て2018年12月にAV復帰。復帰作はデビュー作と同じマックス・エー、デビュー時と同じ男優が相手役を務めた[6]。80キロあった体重を復帰に合わせ35キロ減量[7]。これはAVデビュー時よりも落とした体重であった。
- 2019年5月、「もうAVの仕事はしません」とツイート[8]。

## 人物
- 趣味：読書[1]
- 初体験は17歳のときに2コ上の先輩で、経験人数は3人[9]。
- デビューのきっかけは、人見知りで消極的な自分を変えたいということで応募した[9]。
- 恵比寿★マスカッツではつかなくてもいい嘘を普通につくキャラクターであった[10]。

## 出演作品

### イメージビデオ
- 初裸 virgin nude（2014年9月4日、グラッツコーポレーション）
- Puberty（2015年4月28日、オルスタックソフト販売）
- らぶぱら（2015年7月24日、竹書房）
- 湯けむりおっぱい（2015年10月30日、オルスタックソフト販売）
- なな色えの具（2016年1月29日、グラッツコーポレーション）
- 妻美喰い（2016年5月28日、オルスタックソフト販売）
- Angel（2016年7月29日、オルスタックソフト販売）
- 彩乃ななが好きすぎて彩乃ななが彼女になってた（2016年10月25日、GRAPHIS）Blu-ray 同時発売
- 彩乃ななはオレのカノジョ。（2016年11月25日、GARDEN）
- Nana 再会の奄美大島（2019年1月10日、REbecca）Blu-ray 同時発売

### アダルトビデオ
2014年
- Super☆Star（10月10日、マックス・エー）
- なな彩レンズ（11月14日、マックス・エー）
- 学園アイドル（12月12日、マックス・エー）

2015年
- デート・ア・バーチャル 恋人（1月9日、マックス・エー）
- 出会って4秒で合体（2月13日、アリスJAPAN）
- 彩乃ななの風俗七変化七発射◆風俗デパートにようこそ（3月13日、マックス・エー）
- ナースコールは突然に…。（4月10日、マックス・エー）
- おねがいっ！聖女様（5月8日、マックス・エー）
- 教えて家庭教師プライベートティーチャー（6月12日、マックス・エー）
- やりすぎ！キャッツアイ（6月26日、マックス・エー）共演：橋本麻耶、白石みなみ
- お尻ペンペン（7月10日、マックス・エー）
- 彩乃ななとしっぽり濡れる癒しのデートいやらし温泉旅行（8月14日、マックス・エー）
- 限界突破 イカセ狂い100連発（9月11日、マックス・エー）
- Self Produceセルフプロデュース 彩乃なな アヤナナが本当にヤリたかった●●プレイ（10月9日、マックス・エー）
- 最新撮り下ろし4時間 シンデレラガール 彩乃なな（11月13日、マックス・エー）
- お嬢様の聖水（12月11日、マックス・エー）

2016年
- 芸能人オークション（1月8日、マックス・エー）
- 汚れた学園 制服狩り（2月12日、マックス・エー）
- エッチな解体新書ヌキペディア（3月11日、マックス・エー）
- 官能小説 ～息子の嫁～ 美人妻の甘い誘惑（4月25日、マックス・エー）
- GAL☆NANA in 猛烈顔射（5月13日、マックス・エー）
- 誘惑美痴女（6月13日、マックス・エー）
- 彩乃ななが行く！！ 突撃路上逆ナンパDX（7月13日、マックス・エー）
- 本気で赤面する羞恥×露出を彩乃ななにヤらせる！！（8月25日、マックス・エー）
- ストリップ物語 裸の女神（9月1日、マックス・エー）共演：長瀬麻美、吉田花 ※「AV OPEN 2016」ドラマ・ドキュメンタリー部門 エントリー作品
- 彩乃なな レインボーベスト 2枚組8時間（9月25日、マックス・エー）
- 男が悶える！ スケベ回春マッサージエステ（10月25日、マックス・エー）
- 人生初！生中出しSEX密着ドキュメント！（11月25日、マックス・エー）
- はじめてのパイパン（12月25日、マックス・エー）

2017年
- 完全主観 だらしなくて可愛すぎる彩乃ななとにゃんにゃんして暮らす（1月25日、マックス・エー）
- 濃交 彩乃ななのリアルセックス（2月25日、マックス・エー）
- 汚れた学園 第二章 彩乃なな（3月25日、マックス・エー）

2018年
- 至高の美少女 彩乃なな本人が選んだカウントダウンレインボーBEST（11月25日、マックス・エー）※単体ベスト
- 復活の軌跡-KISEKI- MAX-A専属再デビュードキュメント（12月25日、マックス・エー）

2019年
- ついに就職!?相変わらずだらしなくて可愛い彩乃ななとイチャイチャにゃんにゃん同棲性活（1月25日、マックス・エー）
- 美少女泡姫桃源郷 極上のルックス最高級ソープ嬢（2月25日、マックス・エー）
- 僕の部屋に突然転がり込んできた元カノとの奇妙な同棲生活（3月25日、マックス・エー）
- 中年紳士、20歳も違う彼女と一泊二日の不倫旅行（4月25日、マックス・エー）
- 真正中出し3本番（5月25日、マックス・エー）
- 彩乃なな 4時間（7月25日、マックス・エー）※単体ベスト

### VR
2018年
- 高画質 彩乃なな復活! AVを見ていたら現実にアヤナナが現れて中出しまでフルコースしてくれた! （11月22日、マックス・エー）
- 高画質 彩乃なな ボクがAVメーカーに就職したら打ち合わせからSEXしていたことが判明した! （12月21日、マックス・エー）

2019年
- 中出しまでさせてくれる彼女とイチャイチャ同棲性活（2月6日、マックス・エー）
- デリヘル呼んだら彩乃なながやって来て3発射! 禁止の本番、中出しまで!!（2月26日、マックス・エー）
- 憧れの彩乃なな作品にボクが素人男優として出演決定! チ●コを気に入ってもらってこっそり中出しまで!?（4月17日、マックス・エー）
- HQ 60fps 彩乃なな 彼女が親友を寝取ったのに気付いて興奮してしまったボク…ヤキモチ焼いて中出し! （6月5日、マックス・エー）

2020年
- 彩乃ななコンプリートBEST240分（1月22日、マックス・エー）※ これまでの全6作品をリメイク（HQ高画質＆60fps）。

### 写真集
- らぶぱら（2015年1月31日、竹書房、撮影：マキハラススム）ISBN 9784801901537
- ナナイロ（2015年10月25日、彩文館出版、撮影：ALEX WON）ISBN 9784775605691
- 神ぱら（2019年1月31日、竹書房、撮影：太田清隆）ISBN 9784775605691

### モデル
- スーパー・ポーズブック ヌード●バラエティ編6 Vivid（2016年1月19日、コスミック出版）

### テレビ
- 第1回セクシー女優ダラケ!のスカパー!水泳大会（2015年8月22日、BSスカパー）
- マスカットナイト（2015年10月8日 - 、テレビ東京） - レギュラー

### トレーディングカード
- ジューシーハニーVOL.34 彩乃なな＆小島みなみ＆初美沙希（2016年6月26日、株式会社ミント）

### パチンコ
- CRジューシーハニー2（2018年7月、サンセイアールアンドディ）[11]
- PジューシーハニーH（ハーレム）（2023年5月、サンセイアールアンドディ）